# Angal jezik
Angal jezik (istočni angal, mendi; ISO 639-3: age), transnovogvinejski jezik uže skupine enga, uže podskupine Angal-Kewa, kojim govori 18 600 ljudi (2000) u provinciji Southern Highlands u Papui Novoj Gvineji.

## Vanjske poveznice
- Ethnologue (14th)
- Ethnologue (15th)